# 上花园戏台
上花园戏台，位于中国甘肃省民乐县，为一个省级文物保护单位，类型为古建筑。
上花园戏台的历史年代为明、清。